# Antiguo Régimen en Francia
Las estructuras sociales y administrativas del Antiguo Régimen en Francia fueron el resultado de siglos de construcción nacional, actos legislativos (como la Ordenanza de Villers-Cotterêts), conflictos internos y guerras civiles, que resultaron en un confuso rompecabezas de privilegios locales y diferencias históricas hasta que la Revolución francesa finalizó el proceso de centralización del Estado, unificando la administración y eliminando privilegios locales.
El Antiguo Régimen (en francés, Ancien Régime) es un término en principio aplicado a la Historia de Francia, pero la extensión de su uso la ha convertido en una categoría historiográfica aplicada a Europa Occidental durante la Edad Moderna.

## Origen de la expresiónancien régime(Antiguo Régimen)
La expresión ancien régime ('antiguo régimen') aparece por primera vez en numerosos cahiers de dóleances redactados durante las elecciones a los Estados Generales de 1789, pero su uso está limitado a casos concretos como cuando se habla del «antiguo régimen de votar por órdenes». En ocasiones se contrapone al «nuevo orden de cosas» que se propone pero circunscrito al ámbito de la administración como en la referencia aparecida en el Journal de Paris sobre una obra titulada L'Impôt abonné en la que se habla de «los abusos del antiguo régimen» para contraponerlo al nuevo sistema fiscal que se propone.
Tras la toma de la Bastilla el 14 de julio 1789, la Asamblea Nacional Constituyente declaró abolido el «régimen feudal» en la histórica sesión de la noche del 4 de agosto de 1789 pero nadie utilizó todavía la expresión «Antiguo Régimen» para designar el sistema social que se había abolido aunque uno de los diputados sí que habló expresamente del «régimen nuevo» que se iba a instaurar. Sin embargo, en los debates que siguieron ya empezó a utilizarse con frecuencia como cuando un diputado de la nobleza cuestionó que la Asamblea hubiera recibido de la nación el «poder de abolir este antiguo régimen» sino más bien el de «regenerarlo». No obstante el término «antiguo régimen» no alcanzará su pleno significado hasta la proclamación de la República en septiembre de 1791. Como ha señalado François Furet, es entonces cuando «tiende a designar todo lo que es antagonista de la Revolución y como su antiprincipio».

## Estructura política

Flores de lis, símbolo de la realeza francesa.

Gran parte de la centralización política de la monarquía feudal de los Capetos, se había perdido durante la Guerra de los Cien Años, y los intentos de la dinastía Valois por restablecer el control sobre el dividido país fueron desbaratados por las Guerras de Religión. La mayor parte de los reinados de Enrique IV, Luis XIII y los primeros años del de Luis XIV se concentraron en la centralización administrativa. A pesar de la noción de monarquía absoluta (tipificada por el derecho del rey a emitir el documento conocido como lettre de cachet) y los esfuerzos de los reyes por crear un Estado centralizado, la Francia del Antiguo Régimen permanecía como un país con irregularidades sistemáticas: divisiones y prerrogativas administrativas, fiscales, legales, judiciales y eclesiásticas; frecuentemente entrecruzadas. Mientras tanto, la nobleza francesa luchaba por mantener sus propios derechos en materia de gobierno y justicia local, y poderosos conflictos internos (como la Fronda) protestaban contra la centralización.
La necesidad de centralización en ese periodo estaba directamente conectada a la cuestión de las finanzas reales y la capacidad de sustentar las guerras. Los conflictos internos y las crisis dinásticas de los siglos xvi y xvii (Guerras de Religión y conflicto con los Habsburgo) y la expansión territorial de Francia en el siglo xvii, demandaron enormes sumas que necesitaban ser obtenidas mediante impuestos como la taille y la gabelle y por contribución en hombres y servicios de la nobleza.
Una clave para la centralización fue el reemplazo de los sistemas personales patrón-cliente organizados en torno al rey y a otros nobles franceses, por sistemas institucionales en torno al estado. La creación de los Intendentes —representantes del poder real en las provincias— socavaron gran parte del control del territorio por la nobleza regional. Lo mismo puede decirse de la confianza puesta por los tribunales reales en la noblesse de robe, que cubría los cargos de jueces y consejeros reales. La creación de parlamentos regionales, que inicialmente tenía el fin de facilitar la introducción del poder real en territorios recientemente asimilados, en cambio, a medida que estos parlamentos ganaban confianza en su propio poder, comenzó a funcionar como una fuente de desunión.

### Provincias y divisiones administrativas
A mediados del siglo XV, Francia era significativamente menor que en la Edad Contemporánea, y numerosas provincias fronterizas (como Rosellón, Cerdaña, Calais, Béarn, Baja Navarra, Condado de Foix, Condado de Flandes, Artois, Lorena, Alsacia, Trois-Évêchés, Franco Condado, Saboya, Bresse, Bugey, Gex, Niza, Provenza, el Delfinado, y Bretaña) eran autónomos o estaban bajo otras entidades políticas (como el Sacro Imperio o la Corona de Aragón), y había también enclaves extranjeros, como el Comtat Venaissin. Además, ciertas provincias dentro de Francia eran ostensiblemente estados nobiliarios de familias importantes, como el Bourbonnais, Marche, Forez y Auvernia, en manos de la Casa de Borbón, hasta que fueron integradas a la fuerza al dominio real en 1527 tras la caída de Carlos III de Borbón.
Desde finales del XV hasta el siglo XVII, Francia se embarcó en una expansión territorial masiva, y en el intento de integrar sus provincias en un conjunto administrativo unido.
Adquisiciones 1461-1789:

Expansión territorial francesa 1552-1798.

- Luis XI: Provenza (1482), Delfinado (1461, bajo control francés desde 1349)
- Francisco I: Bretaña (1532)
- Francisco I: Cominges (1540, bajo control de la corona desde 1453)
- Enrique II: Calais, Trois-Évêchés (1552)
- Enrique IV – Condado de Foix (1607)
- Luis XIII: Béarn Baja Navarra (1620, bajo control francés desde 1589 como parte de las posesiones personales de Enrique IV)
- Luis XIV
  - Tratado de Westfalia (1648): Alsacia
  - Tratado de los Pirineos (1659): Artois, Rosellón, Cerdaña
  - Tratado de Nimega (1678-9): Franco Condado, Condado de Flandes
- Luis XV: Lorena (1766), Córcega (1768)

A pesar de los esfuerzos de los reyes por crear un estado centralizado sobre ese conjunto provincial, Francia permaneció durante ese periodo como un rompecabezas de privilegios locales y diferencias históricas, y el poder arbitrario del monarca (implicado por la expresión monarquía absoluta) era de hecho muy limitado por las particularidades históricas y regionales. Las divisiones y prerrogativas administrativas, fiscales, legales, judiciales y eclesiásticas, se entrecruzaban frecuentemente (por ejemplo, los obispados y diócesis raramente coincidían con las divisiones administrativas). Ciertas provincias y ciudades habían ganado privilegios especiales (como tipos impositivos menores en la gabela, el impuesto de la sal). El sur de Francia estaba gobernado por la ley escrita adaptada del derecho romano, mientras que el norte lo estaba por el derecho consuetudinario (que en 1453 fue codificado de forma escrita).
El representante del rey en sus provincias y ciudades era el gouverneur ("gobernador"). Estos funcionarios reales eran elegidos entre la más alta nobleza. Los gobernadores de provincias y ciudades (normalmente cargos combinados) tenían una función predominantemente militar, al cargo de la defensa y la policía. Con el nombre de lieutenants généraux — ("tenientes generales") también tenían la capacidad de convocar a los parlamentos provinciales, los estados provinciales y las corporaciones municipales. El título gouverneur apareció en primer lugar bajo Carlos VI. La Ordenanza de Blois de 1579 redujo su número a 12, pero otra de 1779 lo incrementó a 39 (18 gobernadores de primera clase, 21 de segunda). Aunque eran principalmente los representantes del rey, y sus cargos podían ser revocados por su simple deseo, dado que al principio actuaban bajo la potestad real con naturaleza comisarial. Una carta definía las funciones y el período de tiempo de su cargo, con el paso del tiempo cada gobernador procuró apropiarse del cargo a título personal (patrimonialización); conseguida esta, en el transcurso del tiempo lograron progresivamente también la capacidad de heredar el cargo. Por eso algunos gobernadores lograron instalarse como una dinastía provincial. Entre mediados del XVI y mediados del XVII llegaron a la cúspide de su poder, pero su papel en las guerras civiles, llevaron al Cardenal Richelieu a crear los cargos más manejables de intendentes de finanzas, policía y justicia, y en el siglo XVIII el cargo de gobernador provincial había quedado muy periclitado.
| Principales Provincias de Francia, con sus capitales provinciales. Se señalan las que tienen "parlamentos" provinciales o "conseils souverains" durante el Ancien Régime. El mapa refleja las fronteras actuales, y no indica la formación territorial de Francia a lo largo del tiempo. Nota: las provincias de esta lista pueden englobar otras provincias y condados históricos (por ejemplo, en la época de la Revolución Guyenne se construyó a partir de ocho provincias históricas más pequeñas, como Quercy y Rouergue). Para una lista más completa, ver Provincias de Francia. | Principales Provincias de Francia, con sus capitales provinciales. Se señalan las que tienen "parlamentos" provinciales o "conseils souverains" durante el Ancien Régime. El mapa refleja las fronteras actuales, y no indica la formación territorial de Francia a lo largo del tiempo. Nota: las provincias de esta lista pueden englobar otras provincias y condados históricos (por ejemplo, en la época de la Revolución Guyenne se construyó a partir de ocho provincias históricas más pequeñas, como Quercy y Rouergue). Para una lista más completa, ver Provincias de Francia. | Principales Provincias de Francia, con sus capitales provinciales. Se señalan las que tienen "parlamentos" provinciales o "conseils souverains" durante el Ancien Régime. El mapa refleja las fronteras actuales, y no indica la formación territorial de Francia a lo largo del tiempo. Nota: las provincias de esta lista pueden englobar otras provincias y condados históricos (por ejemplo, en la época de la Revolución Guyenne se construyó a partir de ocho provincias históricas más pequeñas, como Quercy y Rouergue). Para una lista más completa, ver Provincias de Francia. |
| --- | --- | --- |
| 1. Île-de-France (París) 2. Berry (Bourges) 3. Orléanais (Orleans) 4. Normandía (Ruan) 5. Languedoc (Toulouse) 6. Lyonnais (Lyon) 7. Delfinado (Grenoble) 8. Champagne (Troyes) 9. Aunis (La Rochelle) 10. Saintonge (Saintes) 11. Poitou (Poitiers) 12. Guyena y Gascuña (Burdeos) 13. Borgoña (Dijon) 14. Picardía (Amiens) 15. Anjou (Angers) 16. Provenza (Aix-en-Provence) 17. Angoumois (Angulema) 18. Bourbonnais (Moulins) 19. Marche (Guéret) 20. Bretaña (Rennes, por breve tiempo en Nantes) 21. Maine (Le Mans) 22. Touraine (Tours) 23. Limousin (Limoges)                  | 1. Condado de Foix (Foix) 2. Auvernia (Clermont-Ferrand) 3. Béarn (Pau) 4. Alsacia (Estrasburgo, cons. souv. en Colmar) 5. Artois (cons. provinc. en Arras) 6. Rosellón (cons. souv. en Perpiñán) 7. Condado de Flandes y Condado de Hainaut (Lille, parlamento en Douai, antes en Tournai) 8. Franco Condado (Besanzón, anteriormente en Dôle) 9. Lorena (Nancy) 10. Córcega (fuera del mapa, Ajaccio, cons. souv. en Bastia) 11. Nivernais (Nevers) 12. Comtat Venaissin (Aviñón), uno de los Estados Pontificios 13. Ciudad Libre Imperial de Mulhouse 14. Saboya, feudo del Reino de Cerdeña(parl. en Chambéry 1537-1559) 15. Niza, feudo del Reino de Cerdeña 16. Montbéliard, territorio de Württemberg 17. (no indicado) Trois-Évêchés (Diócesis de Metz, Diócesis de Toul y Diócesis de Verdún) 18. (no indicado) Baja Navarra (San Juan Pie de Puerto) 19. (no indicado) Sola (Mauléon) 20. (no indicado) Bigorre (Tarbes) 21. (no indicado) Beaujolais (Beaujeu) 22. (no indicado) Bresse (Bourg-en-Bresse) 23. (no indicado) Perche (Mortagne-au-Perche) | Provincias de Francia |

Se crearon nuevas divisiones en un intento por reformar el sistema. Las recettes générales, comúnmente conocidas como généralités ("generalidades"), y supervisadas al comienzo por receveurs royaux ("recaudadores reales"), fueron inicialmente distritos fiscales. Los primeros dieciséis se crearon en 1542 por un edicto de Enrique II. Sus funciones aumentaron, hasta que a mediados del siglo XVII las généralités quedaron bajo la autoridad de un intendente, convirtiéndose en un vehículo para la expansión del poder real en asuntos de justicia, impuestos y policía. Llegada la Revolución, había 36 généralités; las dos últimas creadas en 1784.
| Généralités de Francia por ciudad y provincia. Las áreas en rojo son pays d'état (nota: debería también incluirse, 37 y partes del 35); en blanco, pays d'élection; en amarillo, pays d'imposition (véase Finanzas del Estado). | Généralités de Francia por ciudad y provincia. Las áreas en rojo son pays d'état (nota: debería también incluirse, 37 y partes del 35); en blanco, pays d'élection; en amarillo, pays d'imposition (véase Finanzas del Estado). | Généralités de Francia por ciudad y provincia. Las áreas en rojo son pays d'état (nota: debería también incluirse, 37 y partes del 35); en blanco, pays d'élection; en amarillo, pays d'imposition (véase Finanzas del Estado). |
| --- | --- | --- |
| 1. Généralité de Burdeos, (Agen, Guyena) 2. Généralité de Provenza, o Aix-en-Provence 3. Généralité de Amiens (Picardía) 4. Généralité de Bourges (Berry) 5. Généralité de Caen (Normandía) 6. Généralité de Châlons (Champaña) 7. Généralité de Borgoña, Dijon 8. Généralité de Grenoble (Delfinado) 9. Généralité de Issoire, luego de Riom (Auvernia) 10. Généralité de Lyon (Lyonnais, Beaujolais y Forez) 11. Généralité de Montpellier (Languedoc) 12. Généralité de París (Île-de-France) 13. Généralité de Poitiers (Poitou) 14. Généralité de Ruan (Normandía) 15. Généralité de Toulouse (Languedoc) 16. Généralité de Tours (Touraine, Maine y Anjou) | 1. Généralité de Metz (Trois-Évêchés) 2. Généralité de Nantes (Bretaña) 3. Généralité de Limoges (divididas en dos partes: Angoumois y Limousin-Marche) 4. Généralité de Orleans (Orléanais) 5. Généralité de Moulins (Bourbonnais) 6. Généralité de Soissons (Picardía) 7. Généralité de Montauban (Gascuña) 8. Généralité de Alençon (Perche) 9. Généralité de Perpiñán (Rosellón) 10. Généralité de Besançon (Franco Condado) 11. Généralité de Valenciennes (Hainaut) 12. Généralité de Estrasburgo (Alsacia) 13. (ver 18) 14. Généralité de Lille (Flandes) 15. Généralité de La Rochelle (Aunis y Saintonge) 16. Généralité de Nancy (Lorena) 17. Généralité de Trévoux (Dombes) 18. Généralité de Córcega, o Bastia 19. Généralité de Auch (Gascuña) 20. Généralité de Bayonne (Labourd) 21. Généralité de Pau (Béarn y Soule) | |

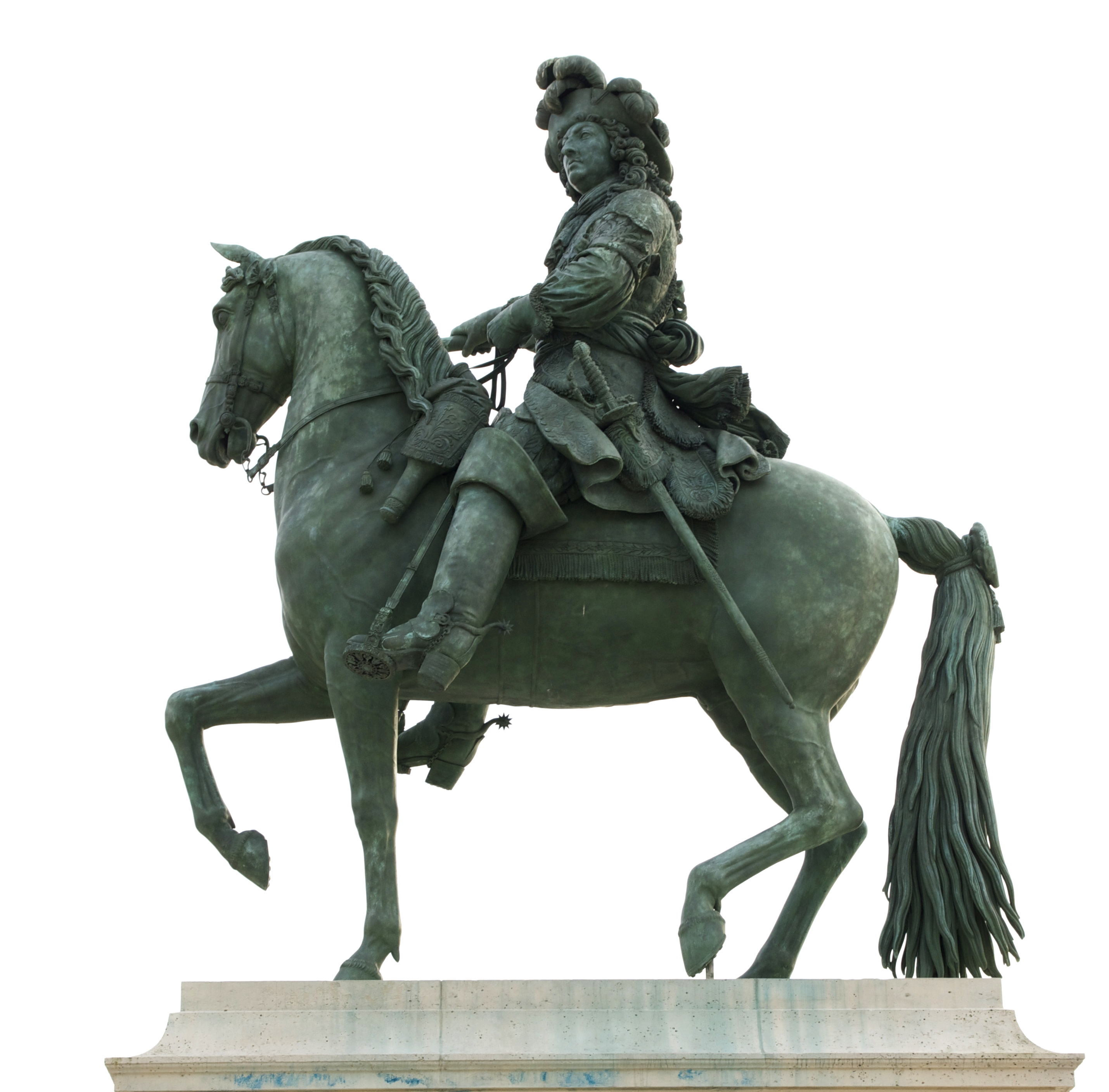
Estatua de Luis XIV en el Palacio de Versalles.

## Finanzas del Estado
La intención de lograr una recaudación eficiente fue una de las mayores contribuciones a la centralización administrativa de todo el periodo. La talla se convirtió en una fuente principal de rentas reales. Clero y nobleza, funcionarios de la corona, personal militar, magistrados, estudiantes y profesores universitarios, y villes franches ("villas francas", como París) estaban exentos (excepto para las tierras no nobles que poseyeran en pays d'états, como se explica más abajo).
Las provincias estaban divididas en tres categorías: pays d'élection', pays d'états y pays d'imposition.
- Pays d'élection: Provincias en que la imposición y recaudación se confiaba a funcionarios elegidos, o al menos así era en principio, pues más tarde estos cargos se convirtieron en "venales", es decir, comprados. En ellas los impuestos eran generalmente personales, lo que quería decir que se imponían sobre plebeyos (el equivalente al español pechero). Las mayores mantenían posesiones de la Corona francesa; algunas de ellas habían tenido la autonomía equivalente a un "pays d'état" en periodos anteriores, pero la habían perdido por efecto de reformas reales.
- Pays d'états: Provincias con estados provinciales como Bretaña (Estados de Bretaña), Languedoc, Borgoña, Auvernia, Béarn, Delfinado, Provenza y parte de Gascuña, como Bigorre, Comminges y los Quatre-Vallées. Estas provincias habían sido incorporadas recientemente, logrando mantener cierta autonomía local en cuestiones fiscales. Allí los impuestos se establecía por consejos locales, y el tributo era generalmente de naturaleza "real", lo que significaba que no era personal, sino que se imponía sobre las tierras calificadas como "no nobles". Si un noble llegaba a poseer tales tierras quedaba sujeto al impuesto.
- Pays d'imposition: Zonas recientemente conquistadas que mantenían sus instituciones históricas, por lo que muchas veces se les agrupa junto a los pays d'état, a los que se asemejaban en derechos. Se diferenciaban en que la imposición era supervisada por el intendente real.

Los distritos fiscales habían sufrido grandes variaciones desde el siglo XIV. Antes de esa fecha, la inspección correspondía a bailes y senescales (baillis y sénéchaux) en sus jurisdicciones. Las reformas de los siglos XIV y XV instituyeron dos cargos que trabajaban de manera colegiada: los cuatro Généraux des finances ("generales de finanzas"), también llamados général conseiller o receveur général ("consejero general" o "recaudador general") supervisaban la recolección de impuestos (talla, aide, etc.) a través de agentes recaudadores (receveurs); y los cuatro Trésoriers de France ("Tesoreros de Francia") supervisaban las rentas de las tierras reales (el domaine, dominio). Recibían conjuntamente la denominación de Messieurs des finances ("señores de las finanzas"). Los cuatro miembros de cada colectivo se dividían por circunscripciones geográficas (que desde finales del siglo XV recibieron la denominación de "généralité"); estas áreas recibían los nombres de Languedoïl, Languedoc, Outre-Seine-et-Yonne, y Normandía (esta última creada en 1449; las otras con anterioridad), siendo los directores de Languedoïl los que ostentaban la preeminencia. Para 1484, el número de généralités se había incrementado a seis.
En el siglo XVI, los reyes de Francia, en un esfuerzo por ejercer un control más directo sobre las finanzas reales y evitar la doble inspección (que se veía como ineficaz) instituyeron numerosas reformas administrativas, que incluían la reestructuración de la administración fiscal y el incremento del número de généralités. En 1542, Enrique II, dividió el reino en 16 généralités. El número se incrementaría hasta 21 a finales del siglo XVI, y a 36 en vísperas de la Revolución, la última creada en 1784.
La administración de las généralités no dejó de sufrir reformas: en 1577, Enrique III estableció 5 tesoreros (trésoriers généraux) en cada généralité que formarían una oficina de finanzas. En el siglo XVII, la supervisión de las généralités fue asumida por los intendentes of finanzas, justicia y policía, con lo que los conceptos de"généralité’’ y de "intendance" se hicieron sinónimos en la práctica.

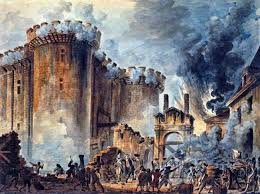
Toma de la Bastilla, en 1789.

Hasta finales del siglo XVII, los recaudadores recibían la denominación de receveurs. En 1680 se estableció el sistema de la Ferme Générale (literalmente, "granja general"), un sistema de contrata de aranceles e impuestos en que un contratista particular compraba el derecho a recaudar la talla en lugar del rey, por un periodo de adjudicación de seis años (algunos impuestos, como las aides y la gabela ya se recaudaban por ese procedimiento desde 1604). Los mayores recaudadores eran conocidos como fermiers généraux.
La talla (taille) era sólo uno de un conjunto de impuestos. También existía el taillon (para fines militares), la gabela (gabelle, impuesto nacional sobre la sal), las aides (que gravaban varios productos: el vino, la cerveza, el aceite y otros bienes de consumo), impuestos locales sobre productos especiales (la douane que se cargaba sobre los productos que entraban en una ciudad, el octroi para las ferias, y otros). Por último, la Iglesia se beneficiaba del diezmo.
Luis XIV creó varios impuestos adicionales, incluyendo la capitation (comenzada in 1695) que afectaba a toda persona, con inclusión de nobles y clérigos (aunque podía comprarse la exención con el pago de una considerable cantidad por una sola vez) y el dixième (el "décimo", recaudado entre 1710-1717, y retomado en 1733), para contribuir a los gastos militares, que era un verdadero impuesto sobre la renta y el patrimonio. En 1749, bajo Luis XV, un Nuevo impuesto basado en el dixième, el vingtième (el "vigésimo"), para reducir el déficit de la corona, que se hizo permanente.
Otro recurso clave para las finanzas públicas eran los gravámenes sobre los cargos públicos (como la mayor parte de los miembros del parlamento, magistrados, maître des requêtes y funcionarios de hacienda). Muchos de estos gravámenes eran bastante elevados, pero algunos de estos cargos, al conferir nobleza, podían proporcionar ventajas financieramente superiores. La venalidad de los cargos se había convertido en una práctica corriente mucho antes del Antiguo Régimen, en los siglos XII y XIII. Una ley de 1467 consagró la irrevocabilidad de tales cargos, excepto por muerte, renuncia o forfeiture del titular, con lo que esos cargos, una vez comprados, tendieron a hacerse hereditarios en la misma familia (mediante el pago de una tasa por transferencia de título). En un esfuerzo para incrementar sus ingresos, el estado solía crear nuevos cargos. Otra táctica disponible para la corona era la "regla de los 40 días" establecida en la década 1530: si el titular moría dentro de los 40 días de la transferencia del título, el cargo retornaba al estado. En 1604, Sully creó un Nuevo impuesto, la paulette or "impuesto anual" (1/60 de las rentas del cargo oficial), que permitía al titular quedar libre de la regla de los 40 días. La paulette y la venalidad de los cargos se convirtieron en los asuntos clave de las revueltas parlamentarias de 1640 (La Fronda).
El estado también demandaba de la iglesia un don gratuit (regalo gratuito), que la Iglesia recaudaba entre los beneficiados de beneficios eclesiásticos, mediante un impuesto llamado el décime ("décimo", aproximadamente 1/20 de las rentas del beneficio), y que fue creado en el reinado de Francisco I.
Las finanzas del estado también incluían un amplio recurso al crédito, tanto privado (de las grandes familias de banqueros europeos) como público. La parte más importante de este crédito se hacía a través del sistema rentes sur l'Hôtel de Ville de París, una especie de sistema de bonos gubernamentales que ofrecían a los inversores un interés anual. Este sistema comenzó a usarse en 1523 bajo Francisco I.
Hasta 1661, la cumbre del sistema hacendístico francés era habitualmente el surintendant des finances ("superintendente de finanzas"); con la caída de Fouquet, fue reemplazado por el cargo más modesto de contrôleur général des finances ("controlador general de finanzas").
Para más información ver Historia económica de Francia.

## Justicia

### Tribunales inferiores
La justicia en las tierras señoriales (incluyendo las de la Iglesia o de las Ciudades) se ejercía generalmente por el señor o sus funcionarios delegados. Desde el siglo XV, la mayor parte de las competencias legales del seigneur (señor) se desplazó a los bailliages o sénéchaussées (bailías y senescalatos) y a los présidiaux (véase más abajo), dejando solo los asuntos concernientes a los derechos y deberes señoriales y asuntos menores de justicia local. Solo algunos seigneurs – los que mantenían el poder de la haute justice (la justicia señorial estaba dividida en alta, media y baja) – podían aplicar la pena de muerte, y sólo con el consentimiento de los présidiaux.
Los delitos de deserción, robo en camino y mendicidad (denominados cas prévôtaux, casos prebostales) caían bajo la supervisión del prévôt des maréchaux ("preboste de los mariscales"), que ejercía una justicia rápida e imparcial. En 1670, a esta instancia se le superpuso la supervisión del présidiaux (ver más abajo).
El sistema judicial nacional se componía de tribunales divididos en bailliages (bailías) en el norte de Francia y sénéchaussées ("senescalatos") en el sur de Francia; estos tribunales (alrededor de 90 en el siglo XVI, y bastantes más a finales del XVIII) estaban supervisados por un lieutenant général ("teniente general") y subdivididos en:
- prévôtés (brebostazgos) supervisados por un prévôt (preboste)
- o (como era el caso en Normandía) en vicomtés supervisados por un vicomte (cargo que podía ser ocupado por plebeyos)
- o (en parte del norte de Francia) en châtellenies (castellanías) supervisadas por un châtelain (castellano, que de la misma forma podía ser un plebeyo)
- o, en el Sur, en vigueries ("veguerías") o baylies ("bailías") supervisadas por un viguier (veguer) o un bayle (baile).

En un esfuerzo para reducer la carga judicial de los parlamentos, ciertas bailliages recibieron competencies suplementarias por Enrique II de Francia: las que pasaron a llamarse présidial ("presidios").
El prévôt ("preboste") o su equivalente era el juez de primera instancia para no privilegiados. En el ejercicio de sus funciones legales, dictaba sentencia por sí mimo, pero había de consultar con ciertos letrados (avocats o procureurs, "abogados" o "procuradores") elegidos por él mismo (usando la expresión técnica llamados en su consejo). La apelación de sus sentencias competía a los bailliages, que también tenían jurisdicción de primera instancia sobre en lo tocante a los nobles. Bailliages y présidiaux también eran primera instancia para ciertos delitos (denominados cas royaux, "casos reales"; estos casos anteriormente competían a los señores locales): sacrilegio, lesa majestad, secuestro, violación, herejía, alteración de moneda, sedición, insurrección, y portar armas ilegalmente. La apelación del bailliage competía al parlamento regional.
El más importante de estos tribunales reales era el prévôté et présidial de París, el Châtelet, presidido por el prévôt de París, lieutenients (aquí "jueces") de lo civil y de lo criminal, y un funcionario real a cargo del mantenimiento del orden público en la capital, el Lieutenant General de Police'("teniente general de policía") de París.

### Tribunales superiores
Los siguientes eran las cours souveraines, ("cortes soberanas", o "cortes superiores"), cuyas decisiones solo podían ser revocadas por el rey en su consejo (ver administración, más abajo).
- Parlamentos – que llegaron a ser catorce: en París (Parlamento de París), Languedoc (Toulouse), Provenza (Aix), Franco-Condado (Besançon), Guyena (Burdeos), Borgoña (Parlamento de Dijon), Flandes (Douai), Delfinado (Grenoble), Lorena (Nancy), Metz (en principio uno de los Trois-Évêchés), Navarra (Pau), Bretaña (Parlamento de Bretaña en Rennes, por un breve tiempo en Nantes), Normandía (Ruan) y (de 1523 a 1771) Dombes (Trévoux). También hubo parlamento en Saboya (Chambéry) de 1537 a 1559. Los parlamentos eran originalmente de naturaleza únicamente judicial (cortes de apelación para los tribunales civiles y eclesiásticos inferiores), pero comenzaron a asumir funciones legislativas limitadas (ver sección de administración más abajo). El más importante de los parlamentos, tanto en el área administrativa (cubría la mayor parte de la Francia central y septentrional) como en prestigio, fue el parlamento de París, que también era el tribunal de primera instancia para los pares de Francia y para asuntos relacionados con las regalías.
- Conseils souverains ("consejos soberanos") - Alsacia (Colmar), Rosellón (Perpiñán), Artois (un conseil provincial, Arras), y (de 1553 a 1559) Córcega (Bastia); también Flandes, Navarra y Lorena (antes de ser convertidos en parlements). Los conseils souverains eran parlamentos regionales de territorios conquistados recientemente.
- Chambre des comptes ("tribunal de cuentas") - París, Dijon, Blois, Grenoble, Nantes. La chambre des comptes supervisaba el gasto de fondos públicos, la protección de las tierras reales (domaine royal), y los asuntos legales que concernían a tales ámbitos.
- Cours des aides - París, Clermont, Burdeos, Montauban. Las cours des aides supervisaban asuntos de los pays d'élections, normalmente acerca de impuestos sobre vino, cerveza, jabón, aceite, metales, etc.
- Chambre des comptes en combinación con Cours des aides - Aix, Bar-le-Duc, Dole, Nancy, Montpellier, Pau, Ruan
- Cours des monnaies ("cortes de las monedas") - París; también Lyon durante el periodo 1704-1771, y (desde 1766), las chambres des comptes de Bar-le-Duc y Nancy. Estas cours des monnaies supervisaban la circulación monetaria y los metales preciosos.
- Grand Conseil ("gran consejo")- creado en 1497 para supervisar asuntos tocantes a los beneficios eclesiásticos; ocasionalmente el rey derivaba al Grand Conseil asuntos que consideraba demasiado polémicos para ser tratados en los parlamentos.

La cúspide del sistema judicial era el canciller.

## Administración

Bandera de Francia durante la monarquía.

Uno de los principios fundamentales de la monarquía francesa era que el rey no podía actuar sin el asesoramiento de su consejo; la fórmula le roi en son conseil ("el rey en su consejo") expresaba este aspecto deliberativo. La administración del estado francés durante el Antiguo Régimen experimentó una larga evolución como aparato verdaderamente administrativo, sustituyendo el sistema feudal clientelar por otro basado en la vieja nobleza junto con una más nueva nobleza de toga (noblesse de robe) y profesionales de la administración.
Bajo Carlos VIII y Luis XII el consejo real estaba dominado por miembros de unas veinte familias de la más alta nobleza; Francisco I el número de consejeros se había incrementado hasta setenta individuos (aunque la proporción de miembros de la vieja nobleza era mayor que en el siglo anterior). Los cargos más importantes de la corte eran los denominados Grandes Funcionarios de la Corona de Francia, encabezados por el condestable (connétable), jefe militar del reino hasta su eliminación en 1627, y el canciller. La administración real en el Renacimiento se dividía entre un pequeño consejo (consejo secreto, más tarde llamado alto consejo) de seis miembros o menos (3 en 1535, 4 en 1554) para importantes asuntos de Estado; y un mayor consejo para asuntos judiciales o financieros. Francisco I fue criticado por confiar demasiado en un pequeño número de consejeros, mientras Enrique II, Catalina de Médicis y sus hijos se vieron a menudo incapaces de resolver los conflictos que surgían entre sus consejeros, divididos en familias enemigas (Guisa y Montmorency).
Con el tiempo el aparato de toma de decisiones del Consejo del Rey se dividió en varios consejos reales. Estos subconsejos pueden agruparse generalmente como consejos gubernamentales, consejos financieros y consejos administrativos y judiciales. Estos eran sus nombres y subdivisiones en los siglos XVII y XVIII:
Consejos Gubernamentales:
- Conseil d'en haut ("Alto Consejo", que entendía de los más importante asuntos de Estado) -se componía del rey, el príncipe heredero (el "delfín"), el canciller, el contrôleur général des finances, y el secretario de Estado a cargo de los asuntos exteriores.
- Conseil des dépêches ("Consejo de los Despachos", encargado de las noticias e informes administrativos de las provincias) - compuesto por el rey, el canciller, los secretarios de Estado, el contrôleur général des finances, y otros consejeros según el asunto tratado.
- Conseil de Conscience

Consejos Financieros:
- Conseil royal des finances ("Consejo real de finanzas") - compuesto por el rey, el chef du conseil des finances ("jefe del consejo de finanzas", un puesto honorario), el canciller, el contrôleur général des finances y dos de sus consejeros, además de los intendentes de finanzas.
- Conseil royal de commerce

Consejos Administrativos y Judiciales:
- Conseil d'État et des Finances o Conseil ordinaire des Finances - a finales del siglo XVII, sus funciones fueron absorbidas por las tres siguientes secciones.
- Conseil privé o Conseil des parties' o Conseil d'État ("Consejo Privado" o "de Estado", para el sistema judicial, instituido oficialmente en in 1557) - el mayor de los consejos reales, compuesto del canciller, los duques con título de pares de Francia, los ministros y secretarios de estado, el contrôleur général des finances, los treinta Conseiller d'État (consejeros de estado), los ochenta maître des requêtes y los intendentes de finanzas.
- Grande Direction des Finances
- Petite Direction des Finances

Además de las instituciones administrativas referidas, el rey también se rodeaba de un extenso personal de corte (familia real, valets, guardia, cargos honoríficos), agrupados bajo el nombre de Maison du Roi ("Casa Real").
A la muerte de Luis XIV, el regente Felipe II de Orleans abandonó buena parte de las estructuras administrativas anteriores, notablemente las Secretarías de Estado, reemplazadas por Consejos. Este sistema de gobierno, denominado polisinodial duró de 1715 a 1718.
Bajo Enrique IV y Luis XIII el aparato administrativo de la corte y sus consejos se expandió, y las dimensiones de la noblesse de robe se incrementaron, culminando en los siguientes puestos durante el siglo XVII:
- Primer ministro: ministros y secretarios de Estado; como Sully, Concini (que también fue gobernador de varias provincias), Richelieu, Mazarino, Jean-Baptiste Colbert, Cardenal de Fleury, Turgot, etc. – ejercieron un poderoso control sobre la administración estatal en el siglo XVII y XVIII. El título "principal ministre de l'état" solo se dio en seis ocasiones en todo el periodo, y el mismo Luis XIV se negó a elegir un primer ministro tras la muerte de Mazzarino.
- Canciller de Francia (Chancelier de France); en caso de incapacidad o pérdida del favor real, se permitía al Canciller de Francia retener su título de forma vitalicia, pero la custodia de los sellos reales se pasaba a otro funcionario, que usaba el nombre de garde des Scéaux (Guardián de los Sellos).[6]
- Contrôleur général des finances, antes surintendant des finances.
- Secretarías de Estado: creadas en 1547 por Enrique IV, de gran importancia desde 1588, generalmente 4 en número, aunque ocasionalmente eran 5:
  - Secretaría de Estado de Asuntos Exteriores
  - Secretaría de Estado de Guerra, que también tenía competencia sobre las provincias fronterizas.
  - Secretaría de Estado de la Marina
  - Secretaría de Estado de la Casa del Rey, gestionaba la administración de la Corte y también supervisaba al clero, diversas instituciones culturales y científicas, el mecenazgo real, los asuntos de París y las provincias no fronterizas.
  - Secretaría de Estado para asuntos de los protestantes (combinada con la Secretaría de la Casa del Rey en 1749).
- Conseiller d'État (generalmente 30)
- Maître des requêtes (generalmente 80)
- Intendentes de finanzas (6)
- Intendentes de comercio (4 o 5)
- Ministre d'État ("Ministros de estado", de número variable)
- Tesoreros
- Farmers-General
- Superintendente del sistema postal
- Superintendente de los Bâtiments du roi (Edificios del rey)
- Director general de fortificaciones
- Teniente general de policía de París (a cargo del orden público en la capital)
- Arzobispo de París
- Confesor real

La administración real en las provincias había recaído en los bailliages y sénéchaussées en la Edad Media, pero en la Edad Moderna sus competencias decayeron, y para finales del siglo XVIII los bailliages únicamente cumplían funciones judiciales. La fuente principal de poder administrativo en las provincias fue recayendo en los gouverneurs ("gobernadores", que representaban la presencia del rey en su provincia), cargos que habían sido cubiertos solo por las principales familias del reino. Con las guerras de religión, el rey crecientemente recurrió a los emisarios, más tratables y subordinados, y esa fue la razón del crecimiento de los intendentes provinciales con Luis XIII y Luis XIV. Estos intendentes eran escogidos entre los maître des requêtes, y tenían jurisdicción sobre las finanzas, justicia y policía de la provincia que se les cometía.
Llegado el siglo XVIII, el poder administrativo del rey estaba firmemente establecido en las provincias, a pesar de las protestas de los parlamentos locales. Además de su papel como tribunales de apelación, los parlamentos regionales habían ganado el privilegio de registrar los edictos del rey, y presentar a este quejas formales sobre tales edictos; de este modo, los parlamentos habían adquirido una cierta función de voz representativa (más que de su región, de la propia clase de los magistrados). En caso de negativa a registrar un edicto (lo que solía ocurrir en asuntos fiscales) el rey podía imponer su registro mediante un recurso real llamado lit de justice.
Los otros cuerpos representativos tradicionales del reino eran los Etats généraux ("Estados Generales", creados en 1302) que reunían a los tres estamentos (clero, nobleza y tercer estado) y los États provinciaux ("Estados Provinciales"). Los Etats généraux (que en toda la Edad Moderna fueron convocados únicamente en 1484, 1560-1, 1576-7, 1588-9, 1593, 1614, y 1789) se reunían en ocasión de una crisis fiscal o se convocaban por facciones nobiliario-religiosas descontentas con las prerrogativas reales (la Liga Católica o los Hugonotes), pero no tenían un poder real, y las disensiones entre los tres estamentos los hacían débiles, soliendo disolverse antes de haber culminado con sus trabajos. Como signo de la etapa culminante del absolutismo francés, dejaron de convocarse entre 1614 y 1789. Los États provinciaux probaron ser más eficaces, y eran convocados por el rey para el ejercicio de su política fiscal.

## La Iglesia
La monarquía francesa estaba irrevocablemente vinculada a la Iglesia católica ("la France est la fille aînée de l'église", o sea "Francia es la hija mayor de la Iglesia"), y durante el Renacimiento, los teóricos franceses del derecho divino de los reyes y su poder sacerdotal habían explicitado tales vínculos: Enrique IV solo pudo llegar al trono tras abjurar del protestantismo. El poder simbólico del Rey Cristianísimo se hacía aparente en su coronación (el rey era ungido por el arzobispo en la catedral de Reims con Santos óleos) y era una creencia popular su capacidad curativa de la escrófula por imposición de manos, acompañada de la fórmula: ’’el rey te toca, pero Dios te sana’’.

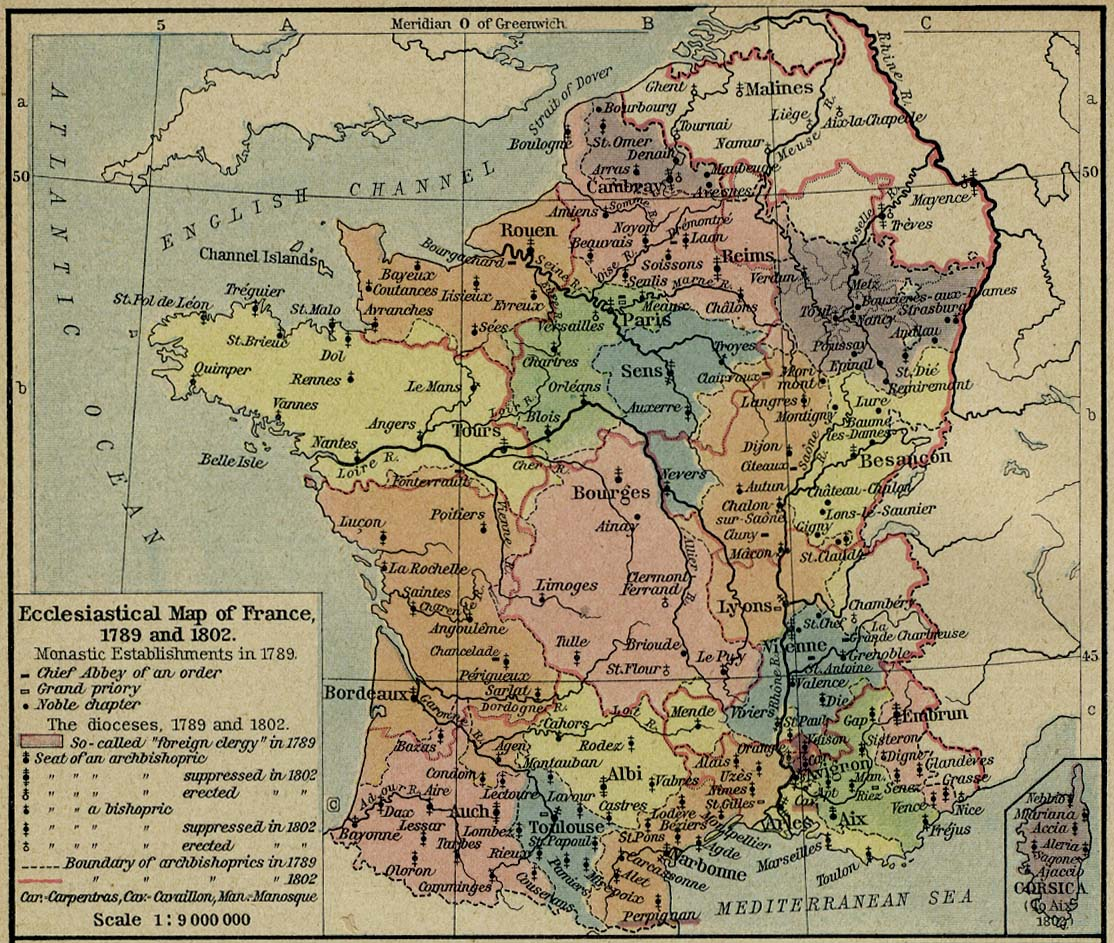
Diócesis de Francia en 1789.

En 1500, Francia tenía 14 arzobispados (Lyon, Ruan, Tours, Sens, Bourges, Burdeos, Auch, Toulouse, Narbona, Aix-en-Provence, Embrun, Vienne, Arlés, y Reims) y 100 obispados; para el siglo XVIII, se habían ampliado a 139 (ver Lista de diócesis del Antiguo Régimen en Francia). Las altas jerarquías de la Iglesia francesa se cubrían por la vieja nobleza, tanto provincial como cortesana, y muchos de los beneficios se habían convertido de facto en posesiones hereditarias, e incluso acumulables varias de ellas en el mismo beneficiado. Además de los feudos que los eclesiásticos poseyeran como señores particulares, la Iglesia como institución también poseía tierras señoriales por derecho propio, en las que ejercía jurisdicción.
Otros poderes temporales de la iglesia incluían su papel político como primer estamento en los "États Généraux" y "États Provinciaux" (Estados Generales y Provinciales, es decir, Asambleas) y en los concilios provinciales o Sínodos convocados por el rey para debatir asuntos religiosos. La Iglesia también reclamaba la prerrogativa de juzgar ciertos crímenes, especialmente la herejía, aunque las Guerras de Religión la situaron como delito a perseguir por los tribunales reales y parlamentos. Además, abades, cardenales y otros prelados eran frecuentemente empleados por los reyes como embajadores, miembros de sus Consejos (eso fueron Richelieu y Mazzarino) y en otros cargos administrativos.
La facultad de teología de París (usualmente llamada la Sorbona), mantenía la censura de las publicaciones para garantizar su ortodoxia religiosa. Las Guerras de Religión produjeron que este control pasara a los Parlamentos, y en el siglo XVII a los censores reales, aunque la iglesia mantenía un derecho de petición.
La iglesia era la principal proveedora de los colegios (de enseñanza primaria y universitaria) y de los hospitales ("hôtel-Dieu", las Hermanas de la Caridad) y la distribuidora de ayuda a los pobres en todo el periodo anterior a la Revolución francesa.
La Pragmática Sanción de Bourges (1438, suprimida por Luis XI pero repuesta por los Estados Generales de Tours en 1484) confiaba la elección de obispos y abades al capítulo de los clérigos de cada catedral o abadía de Francia, evitando de ese modo el contro efectivo del papa sobre la iglesia francesa, y permitiendo el comienzo de una Iglesia galicana. No obstante, en 1515, Francisco I firmó un nuevo acuerdo con el papa León X, el Concordato de Bolonia, que daba al rey el derecho a nombrar candidatos y al papa el derecho de investidura; este acuerdo disgustó a los galicanos, pero dio al rey el control sobre los cargos eclesiásticos de importancia con los que beneficiar a su conveniencia a las familias nobles.
Aunque exenta de la taille, la Iglesia era obligada a pagar a la corona un impuesto llamado el "don gratuit" (regalo gratuito), que reunía de sus beneficiados a razón de una veinteava parte de las rentas del beneficio (o sea, un diezmo cada cinco años). Por su parte, la Iglesia recogía obligatoriamente el diezmo de las rentas (fundamentalmente agrarias) de los fieles.
Para la historia de la Iglesia en el siglo XVI véase Reforma y Guerras de religión de Francia.
La Contrarreforma produjo en la iglesia francesa la creación de numerosas órdenes religiosas, como los Jesuitas y un gran impulso a la cualificación de sus curas párrocos; las primeras décadas del siglo XVII se caracterizaron por una masiva publicación de textos devocionales y un aumento del fervor religioso (ejemplificado en San Francisco de Sales, San Vicente de Paúl, etc.). Aunque el Edicto de Nantes (1598) permitía la existencia de iglesias protestantes en el reino (de un modo que se entendía como un estado dentro del estado), los ochenta años siguientes vieron cómo los derechos de los hugonotes se iban minando, hasta que finalmente Luis XIV revocó el edicto de Nantes mediante el Edicto de Fontainebleau de 1685, produciendo una emigración masiva de hugonotes a otros países. Las prácticas religiosas que se consideraban demasiado próximas al protestantismo (como el Jansenismo) o a la mística (como el Quietismo) también fueron severamente reprimidas, así como los libertinos o el ateísmo.
Aunque la iglesia quedaría en el siglo XVIII sometida al ataque de los filósofos de la Ilustración, y las vocaciones eclesiásticas disminuirían en la segunda mitad del siglo, las estadísticas muestran que, en conjunto, la población permaneció católica en su inmensa mayoría (la inasistencia a los servicios religiosos no pasó del 1% a mediados de siglo). Aunque las cifras son inseguras, en vísperas de la revolución la iglesia poseía más del 7% de las tierras y generaba rentas por valor de 150 millones de livres.

## Símbolos

### Banderas

Pabellón de Francia (1638-1790)
Estandarte Universal de los reyes de Francia de la Casa de Borbón
Estandarte Real de Luis XV y Luis XVI
Pabellón Naval durante el siglo XVI
Pabellón Civil durante el siglo XVII
Pabellón Civil (1790)

### Escudos (en orden cronológico)

Antes de 1376
1285-1328
1376-1423
1423-1515
1495-1498
1515-1589
1589-1789
Versión elaborada (1589-1789)